# Kayvon Zand
Kayvon Zand (* am 8. Januar im 20. Jahrhundert in Wilmington) ist ein US-amerikanischer Musiker, Performancekünstler, Schauspieler und Male-Model iranischer Herkunft.

## Leben
Zand wurde als Sohn persischer Immigranten geboren und wuchs in North Carolina auf. Er brachte sich im Alter von drei Jahren selbst Klavier bei und begann nach der Highschool eine Karriere als männliches Top-Model in Großbritannien und den USA. Er arbeitete unter anderem mit der iranischen Designerin Nima Benoud zusammen.
Nach dem Ende seiner Modelkarriere spielte er in New York als Theaterschauspieler am Broadway und begann zu singen und New-Burlesque-Shows zu veranstalten. Zand gestaltete seine Kostüme selbst und inszenierte mit seinem Ensemble The Zand Collective phantasievolle Bühnenchoreographien. Im Varieté-Theater The Box wurde er bald zu einem festen Veranstalter mit einer wöchentlichen Bühnenshow. Im Theater House of Yes in Brooklyn spielte er im Bühnenstück Caligula Maximus von Alfred Preisser und Randy Weiner in der gleichnamigen Inszenierung die Rolle des Helicon.
Durch seine Auftritte wurde er in der queeren und schwullesbischen Szene bekannt; 2011 wurde er für ein Konzert zum Life Ball nach Wien eingeladen. Im Film Der Teufel trägt Prada spielte er 2006, vermittelt über Patricia Field, eine kurze Rolle als männliches Model. Im Film Starrbooty von Dragqueen RuPaul spielte er 2007 die Rolle eines Terroristen. 2012 spielte er in einem Werbefilm für Volkswagen mit. Die Regie des Musikvideos zu seiner Single One Way Flight führte Mike Ruiz. Kayvon Zand lebt in New York.

## Diskographie
Singles
- 2012 – One Way Flight (produziert von Chew Fu)
- 2012 – Dance Till I Die
- 2012 – Last One Standing
- 2012 – Like a Bitch (Explicit 18+)
- 2012 – Taste My Love Ft. Ashlie Luckett
- 2012 – Come Alive
- 2012 – Crown of Thorns
- 2010 – So gone

EP
- 2010 – Succubus